# Zamlicze
Zamlicze (ukr.  Замличі, Zamłyczi) – wieś na Ukrainie, w obwodzie wołyńskim, w rejonie włodzimierskim. W 2001 roku liczyła 307 mieszkańców.
Pierwsza wzmianka o miejscowości pochodzi z 1570 roku.
11 lipca 1943 roku oddział Ukraińskiej Powstańczej Armii napadł na wieś i zabił 118 Polaków (zbrodnia w Zamliczach).
Do 2020 w rejonie łokackim. 